# Fărcaș (gmina)
Fărcaș – gmina w Rumunii, w okręgu Dolj. Obejmuje miejscowości Amărăști, Fărcaș, Golumbelu, Golumbu oraz Plopu-Amărăști. W 2011 roku liczyła 1951 mieszkańców.